# Fernando de Herrera

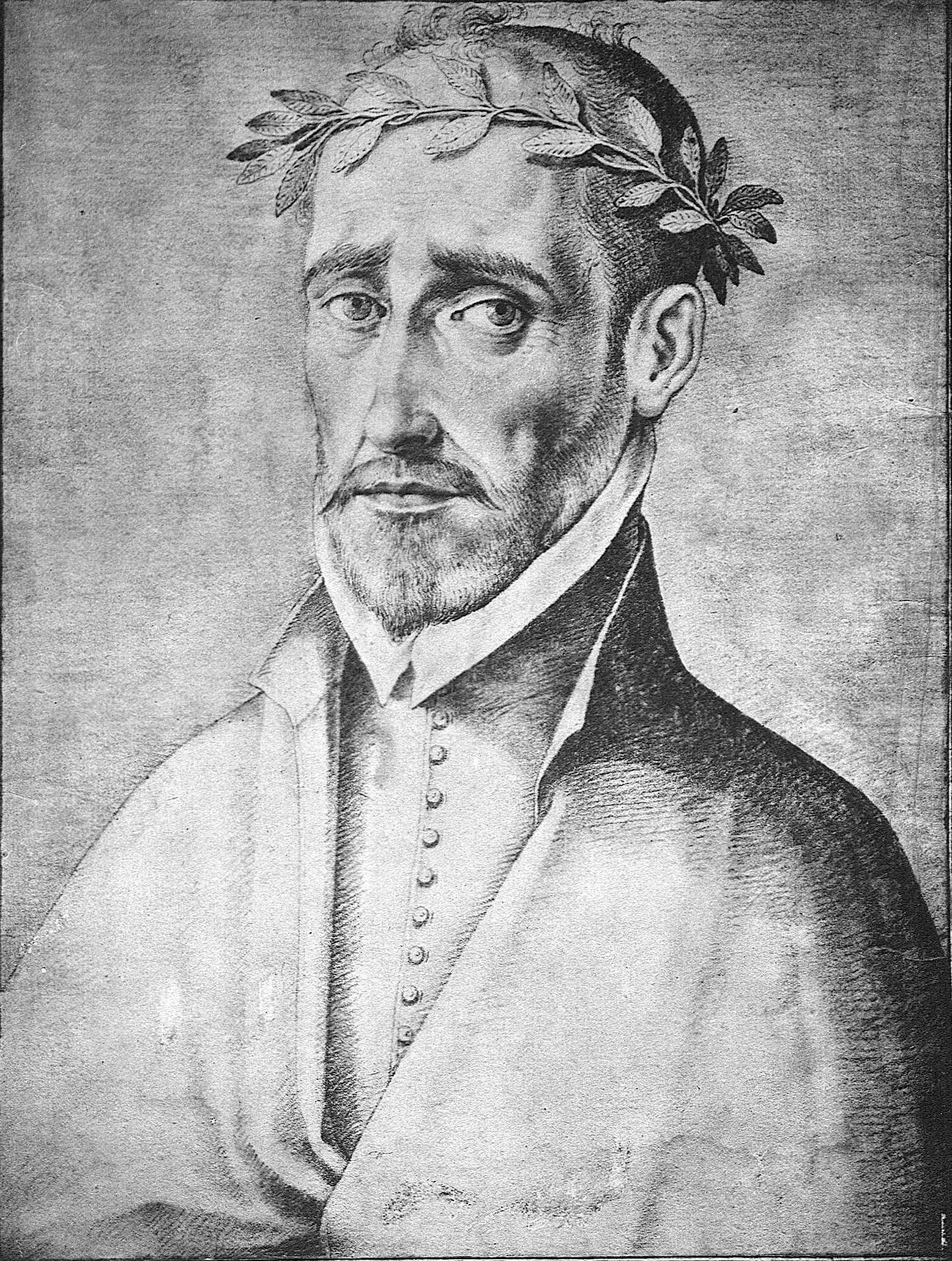
Fernando de Herrera

Fernando de Herrera (c. 1534 - 1597) a fost un  poet spaniol.
Supranumit El Divino, a fost șef al școlii poetice din Sevilla și principal reprezentant al petrarchismului spaniol.

## Opera
A scris ode închinate iubirii de patrie, gloriei și faptelor de arme ale poporului spaniol, iar prin sonete și canțone, a cântat iubirea pentru Doña Leonor de Milán.
Herrera face trecerea de la poezia lui Garcilaso de la Vega la cea a lui Góngora.

### Scrieri
- 1571: Cântec pentru victoria de la Lepanto ("Canción por la victoria de Lepanto")
- 1578: Cântec pentru pierderea regelui Sebastián ("Canción por la pérdida del Rei don Sebastián")
- 1580: Adnotări la operele lui Garciloso ("Adnotaciones a las obras de Garcilaso").